# I'm in Control
I'm in Control is een nummer uit 2016 van het Britse dj-duo AlunaGeorge, ingezongen door de Jamaicaanse zangeres Popcaan. Het is de eerste single van I Remember, het tweede studioalbum van AlunaGeorge.
Het nummer behaalde de 39e positie in het Verenigd Koninkrijk. Het Nederlandse radiostation Radio 538 riep "I'm in Control" in februari 2016 uit tot Dancesmash. Ondanks dat het nummer in de Nederlandse Top 40 slechts de 36e positie behaalde, kreeg het toch veel airplay op Radio 538.